# Желеховер-Алексюн, Мира
Мира Желеховер-Алексюн (пол. Mira Żelechower-Aleksiun, фамилия Желеховер — от отчима, Алексюн — от мужа; род. 1941, Миллерово, Ростовская область) — польская художница еврейского происхождения.

## Биография
Родилась в СССР, где её родители находились в эвакуации во время Второй мировой войны. Два месяца спустя её отец был убит нацистами. После войны мать с Мирой вернулась в Польшу и поселилась во Вроцлаве. В 1966 году Мира получила диплом в Государственной академии изобразительных искусств во Вроцлаве.
Её дебют состоялся в 1967 году на выставке в галерее театра «Каламбур» во Вроцлаве. В 1960-х и 1970-х активно участвовала в крупных обзорных польских выставках: в 4-7-й Выставках современной польской живописи в Щецине в 1967—1974 годах, в 8-9-й Групповых выставках реалистов в Варшаве в 1968—1969, в Выставках портретов в Национальной художественной галерее «Поощрение» в 1971 году, участвовала в Конкурсе им. Яна Спыхальского в Познани в 1975—1976, Конкурсе автопортретов поляков в Кракове в 1979 году.
В годы военного положения в Польше в 1981—1983 годах участвовала в независимом культурном движении, в том числе, как соорганизатор Вроцлавского биеннале молодых «Путь и Истина» («Droga i Prawda»).
Ранние картины относили к магическому реализму. В поздних её картинах значительную роль стала играть еврейская тематика. Участвовала в оформлении святых мест. В 2002 году получила грант от Европейской Ассоциации Еврейской Культуры.
Её дочь — историк Наталья Алексюн.